# Herzogtum Saarland
Das Herzogtum Saarland war ein ab dem Jahr 1665 geschaffenes Territorium am Oberlauf der Saar. Es umfasste die Herrschaften Finstingen, Lixheim, Bitsch, Saaralben, Saareck, den lothringischen Teil der Mark Maursmünster, Hambach, Freialtdorf sowie die Grafschaften Falkenstein und Saarwerden. Die Gründung des Herzogtums Saarland steht im Zusammenhang mit dem Konflikt zwischen Frankreich und dem Heiligen Römischen Reich sowie dem Thronfolgekonflikt im Herzogtum Lothringen. Im Jahr 1670 wurde das Herzogtum Saarland zusammen mit dem Herzogtum Lothringen durch das Königreich Frankreich unter König Ludwig XIV. besetzt. Dadurch kam es nicht zur Erhebung des Territoriums zu einem vor Kaiser und Reich reichslehnbaren Herzogtum. Im Jahr 1699 fiel das Gebiet des Herzogtums Saarland an das Herzogtum Lothringen. Mit dem Territorium des heutigen Bundeslandes Saarland hatte das Gebiet des Herzogtums Saarland kaum etwas gemein, es erstreckte sich hauptsächlich südlich davon in den heutigen französischen Départements Moselle und Bas-Rhin. Nordöstlich überschnitt es sich geringfügig mit Teilen der rheinland-pfälzischen Südwestpfalz, sowie einigen wenigen saarländischen Gemeinden im Saarpfalz-Kreis, die damals zu Bitsch gehörten.

## Konflikt um den lothringischen Herzogsthron

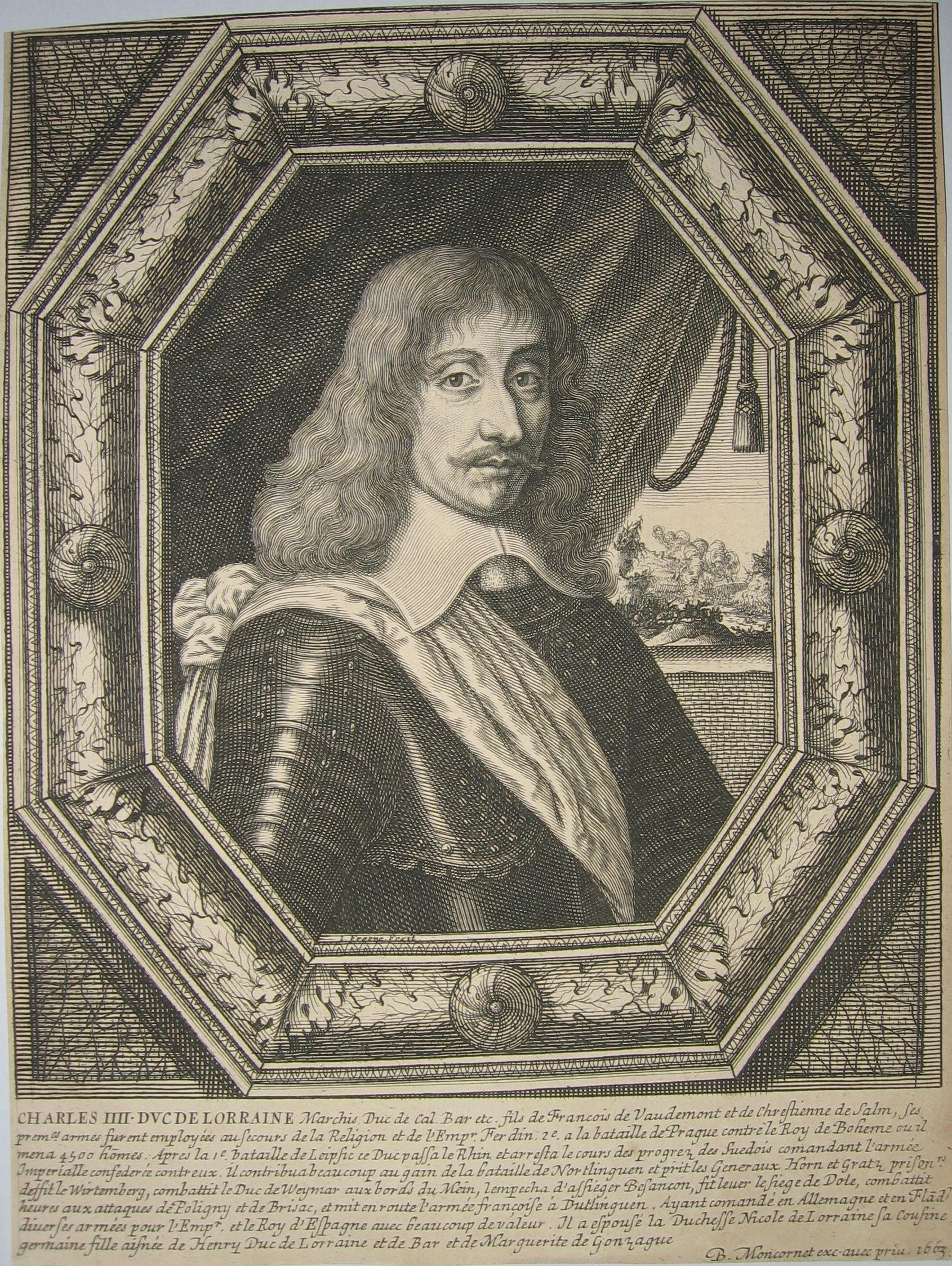
Karl IV. von Lothringen

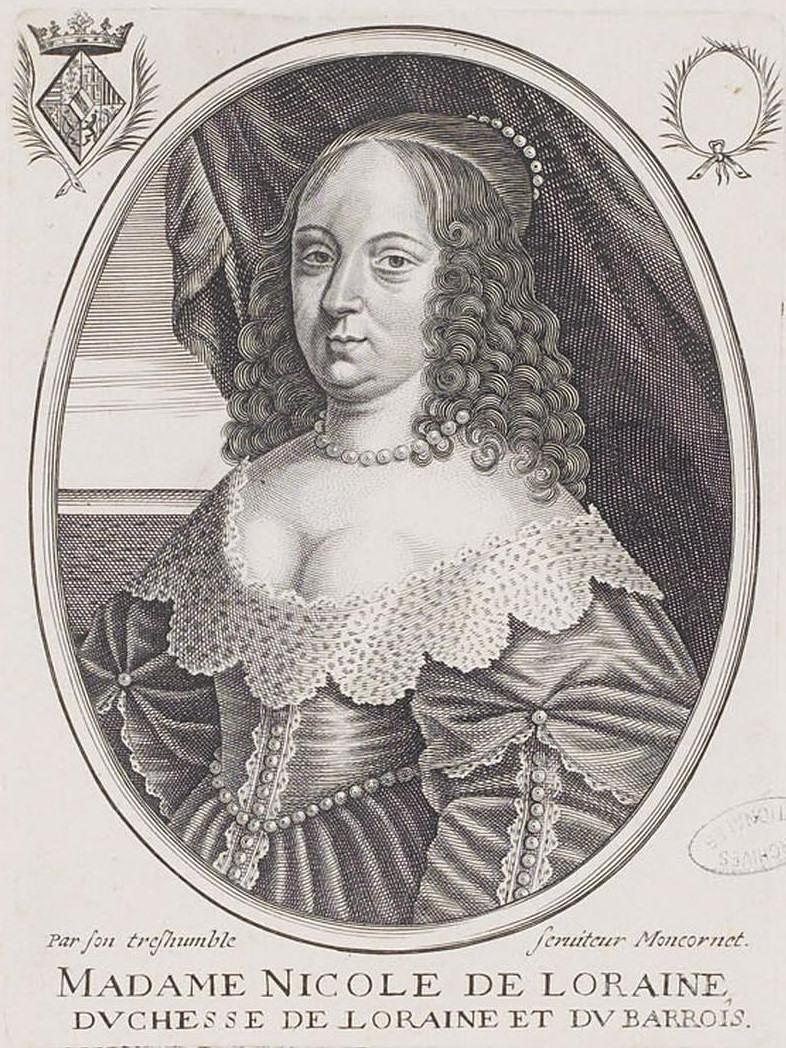
Nicole von Lothringen

Karl IV., der von 1625 bis 1675, tatsächlich aber nur von 1625 bis 1634, 1641 und 1659 bis 1670 Herzog von Lothringen sowie Bar war, kam als Sohn des nachgeborenen lothringischen Herzogsohnes Franz II. und dessen Ehefrau Christine von Salm zur Welt.
Er verbrachte seine Kindheit am französischen Königshof und wuchs mit dem gut zwei Jahre älteren Ludwig XIII. auf. Nach seiner Rückkehr nach Lothringen verkündete er, dass er sich – entsprechend der testamentarischen Verfügung des Herzogs René II./Renatus II. (Herrschaft 1473 bis 1508), nach dem nur noch die männliche Erbfolge möglich war – als Erbe Lothringens betrachte. Der sich daraus ergebende Konflikt mit seinem Onkels Heinrich II., der das Herzogtum seiner Tochter Nicole hinterlassen wollte, brachte Karl dazu, das Land erneut zu verlassen. Er trat in den Militärdienst des Kaisers, für den er in der Schlacht am Weißen Berg (8. November 1620) kämpfte.
Nach langen Verhandlungen heiratete Karl schließlich im Jahr 1621 seine Cousine Nicole, allerdings mit der Bestimmung, dass er seine herzogliche Machtstellung über das Herzogtum Lothringen lediglich durch die Verbindung mit seiner Frau erhalte. Herzog Heinrich II. starb am 31. Juli 1624. Karl jedoch gab sich mit der Stellung als Prinzgemahl nicht zufrieden. Im November 1625 beanspruchte Karls Vater Franz, mit Hinweis auf Renés Testament das Herzogtum für sich. Die Generalstände Lothringens akzeptierten seinen Anspruch, so dass Franz am 21. November 1625 als Franz II. Herzog von Lothringen wurde. 
Fünf Tage später trat er zugunsten seines Sohnes zurück, der als Karl IV. den Thron von Lothringen bestieg und somit seine Frau Nicole von der Regierung verdrängt hatte. Die Ehe zwischen Karl und Nicole blieb kinderlos. Im Jahr 1635 schließlich trennte Karl sich von Nicole mit der Begründung, dass er bei der Hochzeit keine freie Entscheidungsmöglichkeit gehabt habe und das Sakrament der Ehe somit ungültig sei. Die katholische Kirche unter Papst Urban VIII. verweigert Karl jedoch die Annullierung die Ehe von Karl und Nicole. 
Dennoch heiratete Karl am 9. April 1637 Béatrix de Cusance (* 1614; † 1663), von der er sich aber wieder trennte, nachdem er von der Kirche exkommuniziert worden war. Nach dem Tod Nicoles am 2. Februar 1657 in Paris verehelichte sich Karl per procurationem (er war zu dieser Zeit in Spanien inhaftiert) mit Béatrix, um seine Kinder mit ihr zu legitimieren, doch nahm das Paar danach das Zusammenleben nicht mehr auf. Die Kinder aus dieser zweiten Ehe waren: 
- Joseph (* 1637; † 1638)
- Anne (* 1639; † 1720), ⚭ 1660 mit François Marie de Lorraine (* 1624; † 1694)
- Charles Henri/Karl Heinrich von Lothringen (* 1649; † 1723)

Nach dem Tod seiner zweiten Frau ging Karl im Jahr 1665 eine dritte Ehe ein, die ohne Nachkommen blieb. Somit war Karl Heinrich von Lothringen sein einziger, allerdings illegitimer Nachfolger. Für die Thronfolge in Lothringen kam er damit nicht in Frage.

## Konflikte mit Frankreich

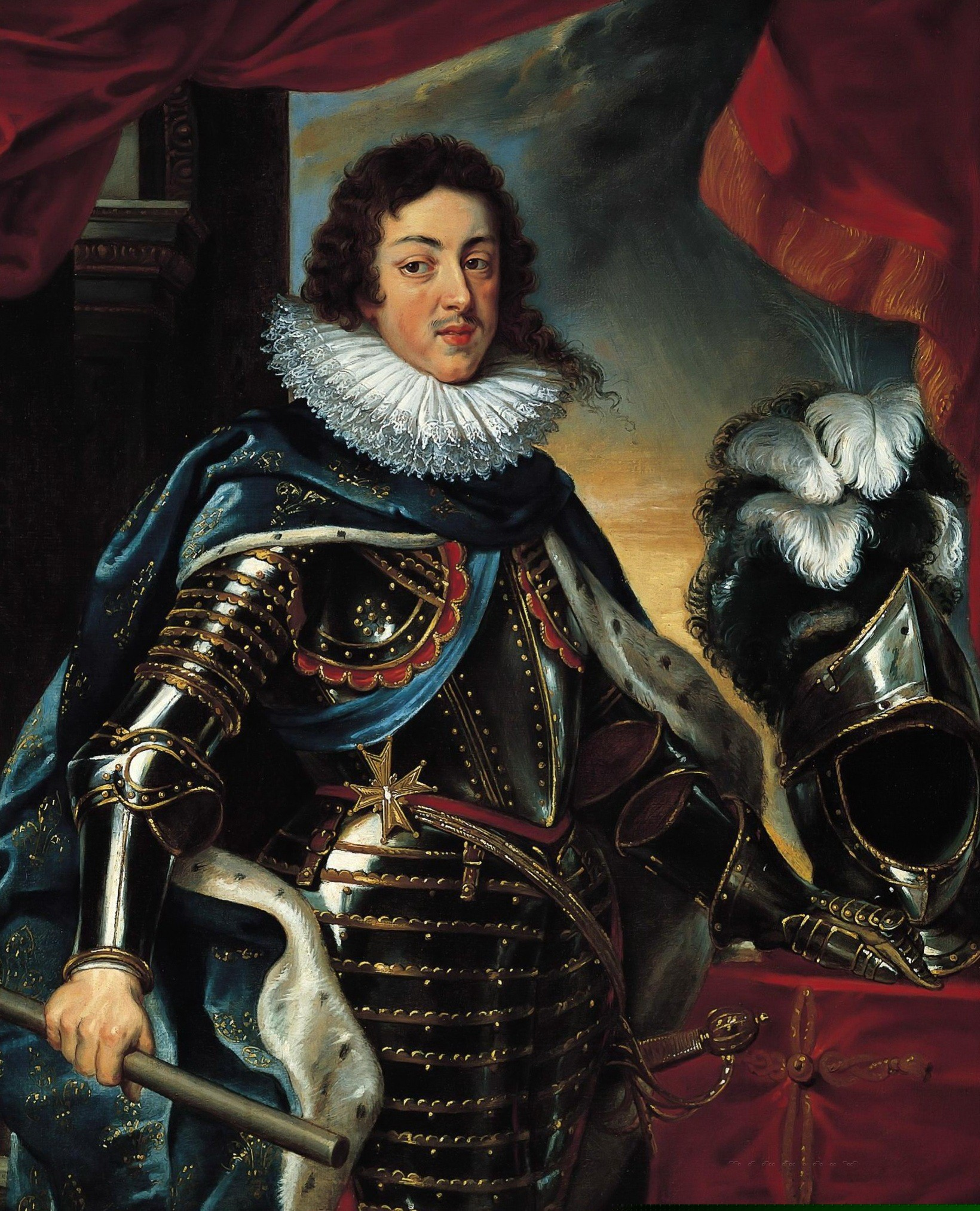
König Ludwig XIII. von Frankreich

Die Vorgänge um den Wechsel auf dem lothringischen Thron verschlechterten die Beziehungen zwischen Frankreich und Lothringen, da König Ludwig XIII. nicht bereit war, Karls Vorgehen zu akzeptieren. Zudem unterstützte Karl insgeheim die Gegner des Kardinals Richelieu. Und schließlich war die französische Politik darauf ausgerichtet, die Ostgrenze des Königreichs an den Rhein vorzuschieben, was den Erwerb Lothringens neben dem der Franche-Comté und des Elsass voraussetzte. Karl IV. war nun auf der Suche nach Verbündeten, brach – nachdem er von der Unterstützung des Kurfürstentums Bayern und Kaiser Ferdinand II. (HRR) enttäuscht war – mit der ultrakatholischen Politik seiner Vorgänger, und fand seine Alliierten in den französischen Hugenotten, England und Savoyen. Im September 1629 floh Jean-Baptiste Gaston de Bourbon, duc d’Orléans, der Bruder des französischen Königs, nach Lothringen, und heiratete dort – ohne Zustimmung Ludwigs XIII. – Margarete, Karls Schwester.
Im Frühjahr 1631 landete der König von Schweden, Gustav Adolf, mit seinen Truppen in Deutschland, woraufhin Karl ein Heer zur Unterstützung Kaiser Ferdinands II. schickte. Im Juni 1632 ließ Ludwig XIII. daraufhin Lothringen besetzen, so dass Karl gezwungen wurde, einen Vertrag zu unterzeichnen, den er dann aber nicht einhielt. Im September 1633 fielen die französischen Truppen erneut in Lothringen ein, was Karl IV. am 19. Januar 1634 dazu brachte, zugunsten seines Bruders Nikolaus Franz abzudanken. Karl schloss sich den kaiserlichen Truppen an und kämpfte mit Erfolg gegen die Schweden (Sieg bei der Schlacht bei Nördlingen) und später gegen die Franzosen.
Im Jahr 1635 versuchte er vergeblich, sein Herzogtum zurückzuerobern, trug aber in den Jahren 1638 bis 1640 trotz der laschen Einstellung seiner bayerischen und österreichischen Verbündeten einige Siege davon – was ihn dazu brachte, erneut in Verhandlungen mit Frankreich einzutreten, das ihm mit dem Vertrag von Saint-Germain-en-Laye vom 2. April 1641 sein Herzogtum als französisches Protektorat zurückgab, unter der Bedingung, dass er sich von Allianzen mit Österreich fernhalte. Als er aber weiterhin gegen Richelieu arbeitete und die Verschwörung Louis’ de Bourbon-Condé deckte, sollte er, nachdem der Kardinal die Verschwörer gefasst hatte, ebenfalls verhaftet werden. Im Juli 1641 gelang es ihm, sich dem durch Flucht zu entziehen. Er trat erneut in den Militärdienst ein und beteiligte sich unter anderem an der Schlacht bei Tuttlingen im November 1643, in der er gemeinsam mit Franz von Mercy und Johann von Werth die Franzosen schlug.
Der Westfälische Frieden unterstellte die drei lothringischen Bistümer (Toul, Metz, Verdun → Trois-Évêchés) offiziell der französischen Krone. Karl IV., der hier nicht beteiligt war, und dessen Verhandlungen mit Kardinal Mazarin scheiterten, nahm die Kriegshandlungen wieder auf und bedrohte 1652 sogar Paris. Er verspielte jedoch die gewonnenen Vorteile und auch seine Glaubwürdigkeit, als er danach gleichzeitig mit Mazarin und der Fronde des Princes Unterredungen führte. Spanien warf ihm vor, die Ursache für das Scheitern des Aufstands zu sein, und ließ ihn am 25. Januar 1654 in Brüssel verhaften und in den Alcázar von Toledo bringen. Die Intervention und die Erfolge seines Bruders Nikolaus Franz brachten ihm am 15. Oktober 1659 die Freiheit und im Vertrag von Vincennes von 28. Februar 1661 sogar sein Herzogtum zurück.

## Gründung des Herzogtums

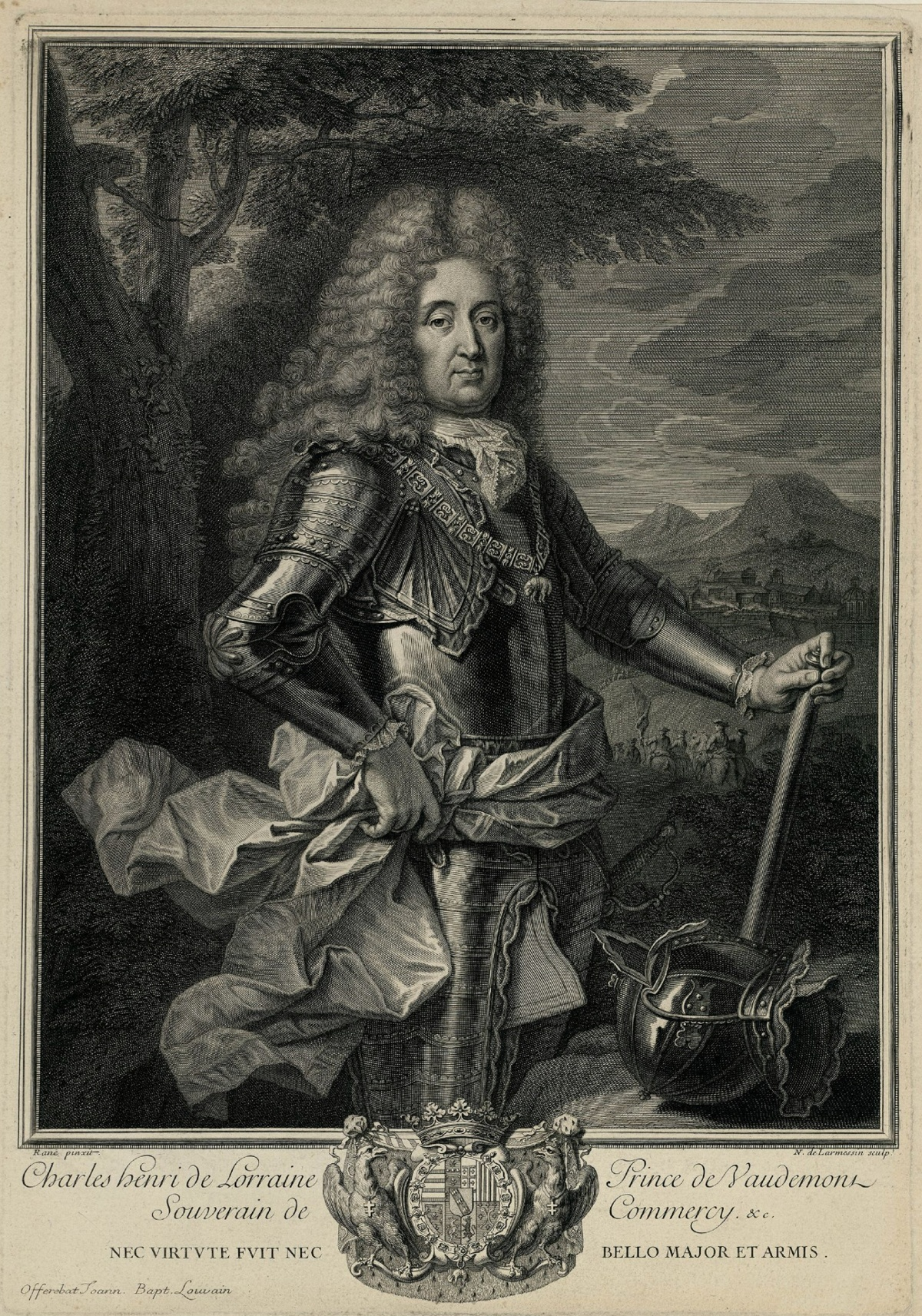
Karl Heinrich von Lothringen-Vaudémont

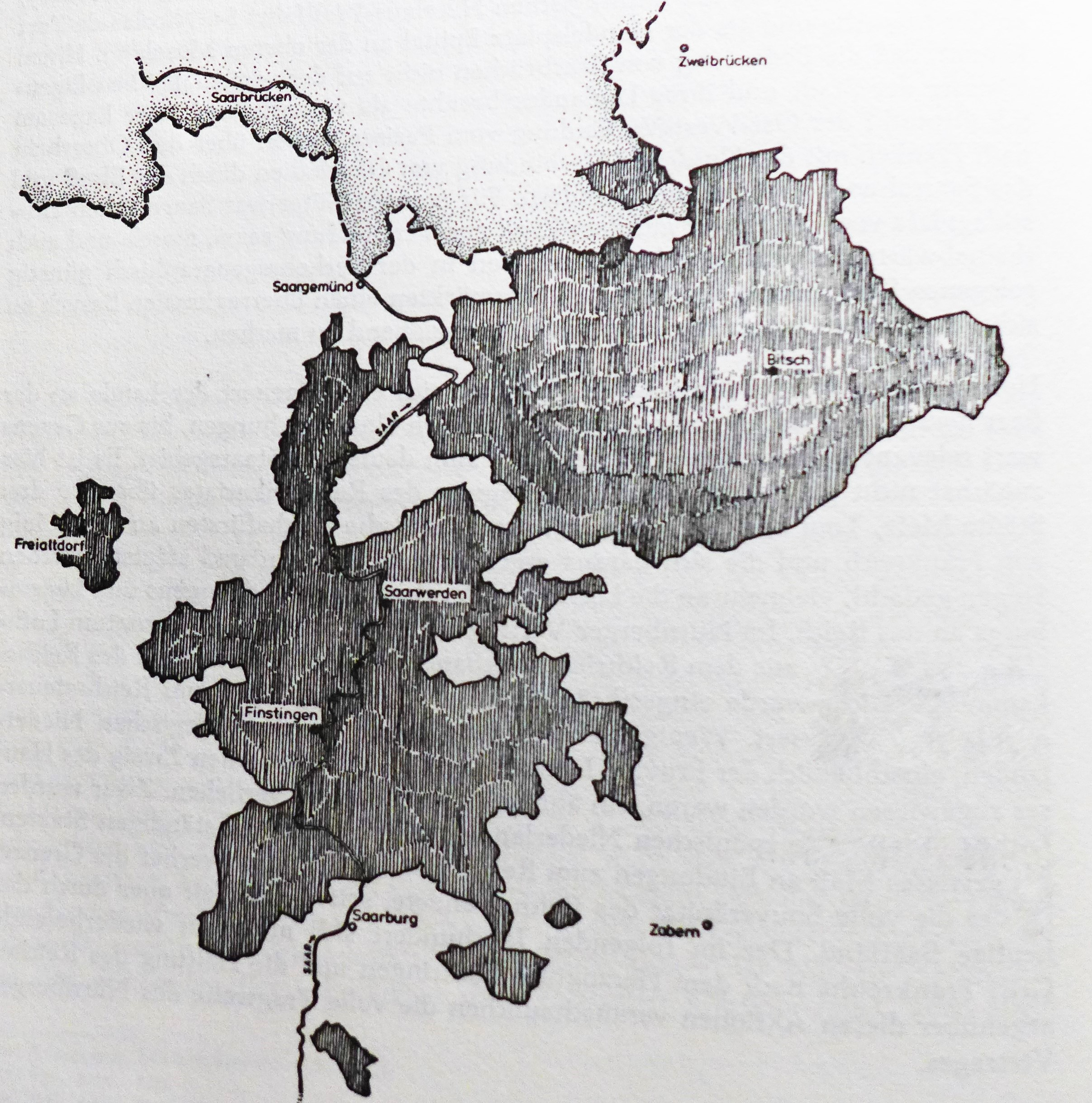
Die Grenzen des Saarherzogtums

Im Jahr 1665 beschlagnahmte Karl IV. mit der Zustimmung seines nachfolgeberechtigten Bruders Nikolaus Franz von Lothringen eine Reihe von Gebieten als Versorgungsterritorium für seinen kirchenrechtlich unehelichen Sohn Karl Heinrich von Lothringen-Vaudémont, der nach seiner Geburt den Titel eines „Monsieur le Comte de Vaudémont“ erhalten hatte. Zu den requirierten Gebieten gehörte die Herrschaft Finstingen, das Fürstentum Lixheim, die Herrschaft Bitsch, die Grafschaft Saarwerden, die Herrschaft Saaralben, die Herrschaft Saareck, der lothringische Teil der Mark Maursmünster, die Herrschaft Hambach, die Herrschaft Feialtdorf sowie die Grafschaft Falkenstein. Unter der Hoheit des Heiligen Römischen Reiches sollte das neue Herzogtum Saarland gebildet werden.

## Französische Besetzung
Bereits im Jahr 1670 besetzte jedoch das Königreich Frankreich das Herzogtum Lothringen und verblieb dort bis zum Jahr 1697, da sich Herzog Karl IV. im Jahr 1669 geweigert hatte, der Aufforderung König Ludwigs XIV. nach einer Auflösung seiner Armee Folge zu leisten. Karl IV. musste ein weiteres Mal fliehen, nahm aber erneut im Dienst Kaiser Leopolds I. den Kampf gegen die Franzosen auf. Am 11. August 1675 kämpfte er zusammen mit Georg Wilhelm von Braunschweig-Lüneburg gegen Marschall François de Créquy in der Schlacht an der Konzer Brücke an der Saar. Wenig später erkrankte er schwer und starb am 18. September in Allenbach.

## Aufgehen im Herzogtum Lothringen
Infolge dieser politischen und militärischen Wirren erlangte das Herzogtum Saarland vor Kaiser und Reich keinen Status eines reichslehnbaren Herzogtums. Der inzwischen zur Regierung Lothringens gelangte Herzog Nikolaus Franz von Lothringen, der Bruder von Herzog Karl IV. und somit Onkel von Karl Heinrich von Lothringen-Vaudémont, bemühte sich daraufhin, die Gebiete des ehemaligen Herzogtums Saarland dem Herzogtum Lothringen einzuverleiben. Im Wiener Vertrag vom 11. April 1699 erklärte sich Karl Heinrich von Lothringen-Vaudémont mit der Angliederung der Gebiete des Herzogtums Saarland an Lothringen einverstanden. Er wurde schließlich im Jahr 1707 mit der ehemaligen Saarbrücker Herrschaft Commercy an der Maas abgefunden.